# New Inspiration
The New Inspiration was een Belgische muziekband uit de jaren 60.

## Biografie
De groep werd opgericht omstreeks het begin van de jaren 60 onder de naam The Black Fellows en deed het goed in het Gentse club-circuit als dansband. Thuisstek van de band was de TF-Club (het latere Theater Arena) en manager was de Gentse politiebrigadier Walter Hellbyck. Na drie jaar werd de groepsnaam veranderd in New Inspiration onder invloed van de nieuwe manager van de groep Jacques Verdonck.
Het succes bleef niet uit en de debuutsingle I Got a Feeling (1967) werd een hit en een van de favoriete platen van Radio Caroline. Ook latere opnames als You Made a Fool of Me (1967), I See No Reason Why (1968), Mister Moody (1969) en Happy Charly Madman (1969) werden relatieve hits met een gemiddelde verkoop van circa 35.000 stuks. De groep mocht opnames maken in Engeland. Door vele personeelswissels valt de groep echter omstreeks 1970 uit elkaar. Bandleden waren onder andere Danny Sinclair, Daniel Prove en Gilbert Remue.
Danny Sinclair besloot een soloproject te starten.
Kort daarop richtte manager Jacques Verdonck een "nieuwe" New Inspiration op met spilfiguren Guido Wolfaert en Eddy Vander Linden. De groep boekte enkele nieuwe successen met nummers als Rainbow I Love You (1970) en Judy Please (1971), maar weerom vertoont de band dezelfde ziekte en doen de vele personeelswissels de band uit elkaar vallen.

## Discografie

### Albums
- Inspiration (1966)
- Vol 2 (1968)
- Vol 3 (1968)
- Rainbow (1970)
- New Inspiration (1972)[2][3]

### Singles
New Inspiration had zes hits in de VRT Top 30:
- mei 1970: Thinking about the Good Times
- december 1970: Rainbow I Love You (ook een bescheiden succes in Nederland)
- april 1971: Judy Please
- oktober 1971: A Song for Everybody
- juni 1972: Come Let Us Sing Hallelujah
- december 1972: Bottle of Whiskey
- maart 1973: Medecine Man